# Бахаме на Светском првенству у атлетици на отвореном 2013.
Бахаме су учествовали на Светском првенству у атлетици на отвореном 2013. одржаном у Москви од 10. до 18. августа. Ово је било њихово четрнаесто првенство, односно учествовали су на свим светским првенствима одржаним до данас. Репрезентацију Бахаме представљало је 26 спортиста (14 мушкараца и 12 жене), који су се такмичили у 12 атлетских дисциплина.
На овом првенству Бахаме нису освојиле ниједну медаљу, а оборен је један национални рекорд и постигнута су два најбоља лична резултата сезоне. У табели успешности према броју и пласману такмичара који су учествовали у финалним такмичењима (првих 8 такмичара) Бахаме су са 2 учесника у финалу делиле 30. место са 8 бодова.
| Плас. | Земља  | 1. место | 2. место | 3. место | 4. место | 5. место | 6. место | 7. место | 8. место | Бр. финал. | Бод. |
| ----- | ------ | -------- | -------- | -------- | -------- | -------- | -------- | -------- | -------- | ---------- | ---- |
| =30.  | Бахаме | 0        | 0        | 0        | 1        | 0        | 1        | 0        | 0        | 2          | 8    |

## Учесници
| Мушкарци: - Чавез Харт — 100 м, 4 х 100 м - Jamial Rolle — 200 м, 4 х 100 м - Рамон Милер — 400 м, 4 х 400 м - Латој Вилијамс — 400 м, 4 х 400 м - Крис Браун — 400 м, 4 х 400 м - Џефри Гибсон — 400 м препоне - Адријан Грифит — 4 х 100 м - Ворен Фрејзер — 4 х 100 м - Wesley Neymour — 4 х 400 м - Ojay Ferguson — 4 х 400 м - Доналд Томас — Скок увис - Рајан Инграхам — Скок увис | Жене: - Шеника Фергусон — 100 м, 4 х 100 м - Cache Armbrister — 100 м, 4 х 100 м - Антоник Стракан — 200 м - Шони Милер — 200 м, 4 х 100 м - Нивеа Смит — 200 м - Деби Фергусон Макензи — 4 х 100 м - Amara Jones — 4 х 400 м - Lanece Clarke — 4 х 400 м - Shakeitha Henfield — 4 х 400 м - Cotrell Martin — 4 х 400 м - Бјанка Стјуарт — Скок удаљ |  |

## Резултати

### Мушкарци
| Атлетичар                                                   | Дисциплина    | Лични рекорд | Квалификације | Квалификације | Група                 | Група                | Полуфинале            | Полуфинале           | Финале               | Финале       | Детаљи                                   |
| Атлетичар                                                   | Дисциплина    | Лични рекорд | Резултат      | Место         | Резултат              | Место                | Резултат              | Место                | Резултат             | Место        | Детаљи                                   |
| ----------------------------------------------------------- | ------------- | ------------ | ------------- | ------------- | --------------------- | -------------------- | --------------------- | -------------------- | -------------------- | ------------ | ---------------------------------------- |
| Чавез Харт                                                  | 100 м         | 10,16        | слободан      | слободан      | 10,36                 | 6. гр 3              | Није се квалификовао  | Није се квалификовао | Није се квалификовао | 36 / 73 (75) | Архивирано на веб-сајту (6. јануар 2014) |
| Jamial Rolle                                                | 200 м         | 20,51        |               |               | 21,40                 | 7. у гр. 7           | Није се квалификовао  | Није се квалификовао | Није се квалификовао | 44 / 55 (56) |                                          |
| Рамон Милер                                                 | 400 м         | 44,87        | 47.53         | 5. у гр. 1    | Није се квалификовао  | Није се квалификовао | Није се квалификовао  | 29 / 32 (35)         |                      |              |                                          |
| Латој Вилијамс                                              | 400 м         | 44,73        | 46,65         | 6. у гр. 3    | Није се квалификовао  | Није се квалификовао | Није се квалификовао  | 27 / 32 (35)         |                      |              |                                          |
| Крис Браун                                                  | 400 м         | 44,40 НР     | 45,39         | 3. у гр. 4 КВ | 45,18 ЛРС             | 3. у гр. 2           | Није се квалификовао  | 10 / 32 (35)         |                      |              |                                          |
| Џефри Гибсон                                                | 400 м препоне | 49,39 НР     | 50,25 ЛРС     | 4. у гр. 4 КВ | 50,51                 | 8. у гр. 3           | Није се квалификовао  | 21 / 35 (37)         |                      |              |                                          |
| Адријан Грифит, Ворен Фрејзер, Jamial Rolle², Чавез Харт²   | 4 х 100 м     | 38,77 НР     | 38,70 НР      | 6. у гр. 3    |                       |                      | Нису се квалификовали | 14 / 22 (23)         |                      |              |                                          |
| Крис Браун², Wesley Neymour, Латој Вилијамс², Ojay Ferguson | 4 х 400 м     | 2:59,86 НР   | 3:02,67       | 4 у гр. 3     | Нису се квалификовали | 13 / 24              |                       |                      |                      |              |                                          |
| Рајан Инграхам                                              | Скок увис     | 2,30         | 2,26          | 5. у гр. Б кв | 2,25                  | =10 / 25 (27)        |                       |                      |                      |              |                                          |
| Доналд Томас                                                | Скок увис     | 2,35         | 2,29          | 3. у гр. А кв | 2,32                  | 6 / 25 (27)          |                       |                      |                      |              |                                          |

- Атлетичари у штафетама означени бројем 2 су учествовали и у некој од појединачних дисциплина.

### Жене
| Атлетичарка                                                             | Дисциплина | Лични рекорд | Група             | Група             | Полуфинале             | Полуфинале             | Финале                 | Финале                | Детаљи                                     |
| Атлетичарка                                                             | Дисциплина | Лични рекорд | Резултат          | Место             | Резултат               | Место                  | Резултат               | Место                 | Детаљи                                     |
| ----------------------------------------------------------------------- | ---------- | ------------ | ----------------- | ----------------- | ---------------------- | ---------------------- | ---------------------- | --------------------- | ------------------------------------------ |
| Шеника Фергусон                                                         | 100 м      | 11,07        | 11,07             | 3. у гр 6 КВ      | 11,35                  | 6. у гр 3              | Није се квалификовала  | =16 / 45 (46)         |                                            |
| Cache Armbrister                                                        | 100 м      | 11,35        | 11,55             | 6. у гр. 3        | Није се квалификовала  | Није се квалификовала  | Није се квалификовала  | 30 / 45 (46)          |                                            |
| Антоник Стракан                                                         | 200 м      | 22,32        | 22,66             | 2. у гр. 5 КВ     | 22,81                  | 4. у гр. 3             | Није се квалификовала  | 9 / 48 (50)           |                                            |
| Шони Милер                                                              | 200 м      | 22,45        | 22,72             | 1. у гр. 3 КВ     | 22,64                  | 2. у гр. 1 КВ          | 22,74                  | 4 / 48 (50)           |                                            |
| Нивеа Смит                                                              | 200 м      | 22,71        | 23,25             | 35. у гр. 6       | Није се квалификовалао | Није се квалификовалао | Није се квалификовалао | 27 / 48 (50)          |                                            |
| Шеника Фергусон², Шони Милер², Cache Armbrister², Деби Фергусон Макензи | 4 х 100 м  | 41,92 НР     | ДИСК.чл. 163,3(a) | ДИСК.чл. 163,3(a) |                        |                        | Нису се квалификовале  | Нису се квалификовале | Архивирано на веб-сајту (1. новембар 2013) |
| Amara Jones, Lanece Clarke, Shakeitha Henfield, Котрел Мартин           | 4 х 400 м  | 3:29,53 НР   | 3:32,91           | 4 у гр. 2         | Нису се квалификовале  | 12 / 15 (16)           |                        |                       |                                            |
| Бјанка Стјуарт                                                          | Скок удаљ  | 6,81 НР      | 6,35              | 12. у гр. Б       | Није се квалификовала  | 24 / 29 (31)           |                        |                       |                                            |

- Атлетичарке у штафетама означене бројем 2 су учествовале и у некој од појединачних дисциплина.